# Ådö, Södermanland

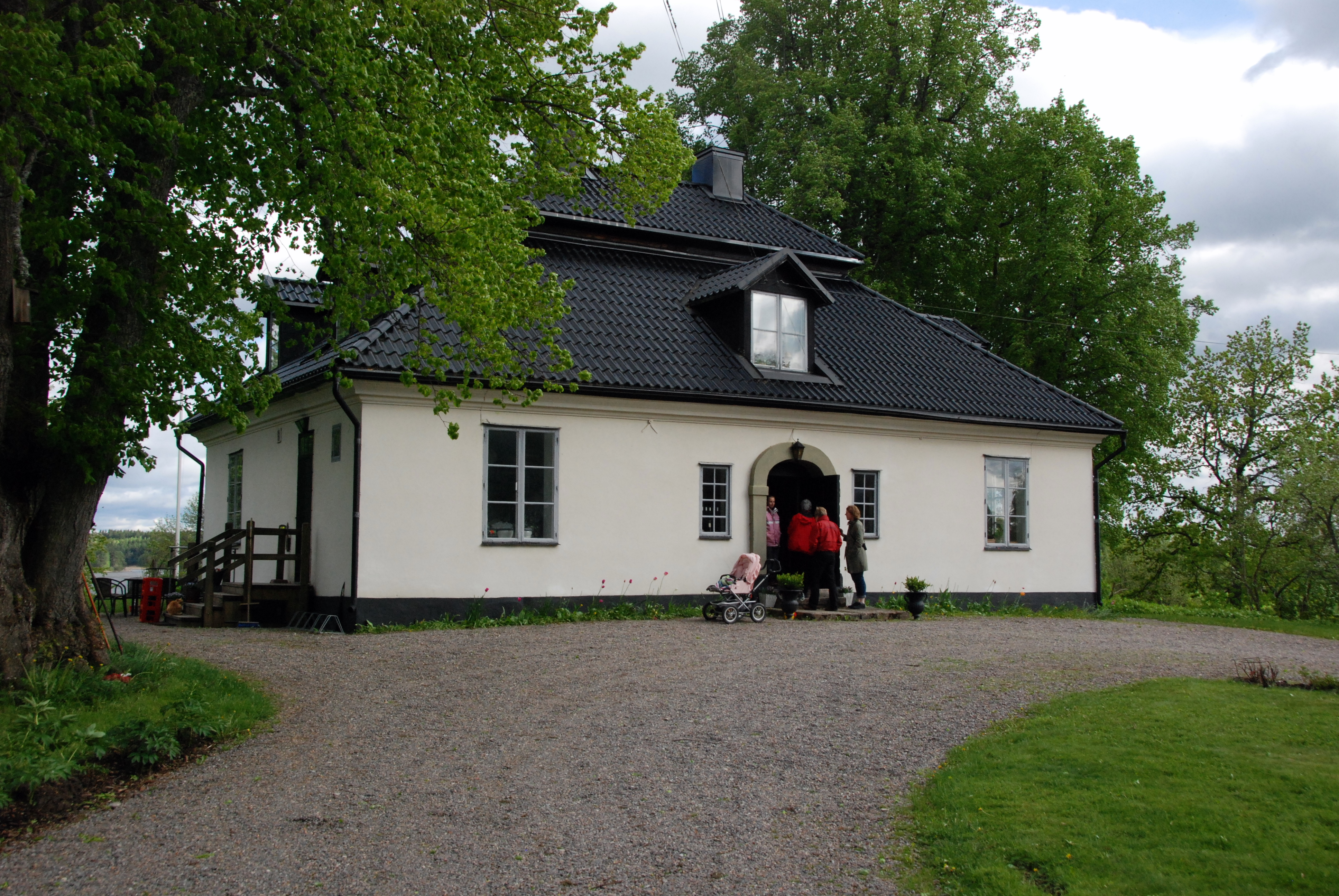
Ådö nuvarande huvudbyggnad

Ådö eller Ådö kaptensboställe är en egendom och ö i sjön Båven i Södermanland. Här fanns en sätesgård sedan 1300-talet, men den nuvarande byggnaden uppfördes 1746.
Ådö är beläget nära Helgesta kyrka i Helgesta socken i Flens kommun i den del av Södermanland som kallas Villåttingen. Sedan medeltiden har egendomen omfattat öarna Ådö, Svanö, Torsholmen, Ganholmen, Grytholmen och Aspö. De två senare ingår inte längre i fastigheten.
Idag arrenderas Ådö ut till en lantbrukare som bor och brukar byggnader och marker.

## Historik

### Sätesgård

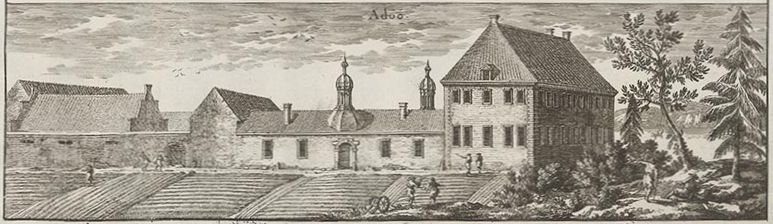
Sätesgården avbildad i Suecia antiqua et hodierna på 1670-talet.

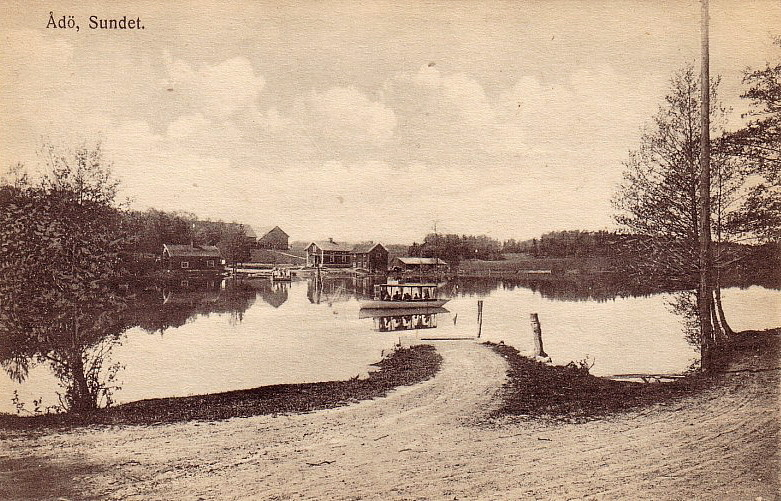
Ådösundet innan bron byggdes.

Under medeltiden var Ådö en sätesgård som 1391 donerades till Vadstena kloster av Cecilia Ulfsdotter. Efter reformationen gjorde Gustav Vasa Ådö till sitt arv och eget, det vill säga hans privatägda gods. 1640 köptes egendomen av Karl Karlsson Gyllenhielm, som 1645 sålde den till Gustaf Gustafsson af Vasaborg. Under den tiden uppfördes en slottsliknande herrgårdsbyggnad. Denna blev troligen aldrig färdigbyggd och förföll under århundradets slut. 
Ladugårdsbyggnader i sten ihopbyggda med slottsbyggnaden fanns under förra hälften av 1600-talet på Ekolsund och möjligen på Ekholmen i Södermanland, på Ådö i Södermanland och på Ekholmen i Västergötland, delar av den sistnämnda finns ännu i behåll. 
Herrgårdarna i omgivningen började ta byggnadsmaterial från Ådö. 1718 skrevs ett rannsakningsprotokoll som beskriver att huvudbyggnaden var helt förfallen. Det enda som idag finns bevarat av slottsanläggningen är en portalsten.

### Kaptensboställe
1691 drogs Ådö in till kronan genom Karl XI:s reduktion. Reduktionen var en förutsättning för inrättandet av indelningsverket där boställen fungerade som ersättningssystem för högre militärer. Ådö indelades först som löjtnants- och senare som kaptensboställe vid Södermanlands regemente.
Från slutet av 1600-talet användes gården som bostad och försörjning för löjtnanter och senare kaptener vid Södermanlands regemente. Den nuvarande huvudbyggnaden av putsad och vitfärgad sten under säteritak uppfördes 1746.